# 221 (číslo)
Dvě stě dvacet jedna je přirozené číslo, které následuje po čísle dvě stě dvacet a předchází číslu dvě stě dvacet dva. Římskými číslicemi se zapisuje CCXXI a řeckými číslicemi σκα.

## Matematika
221 je:
- Poloprvočíslo
- Deficientní číslo
- Nešťastné číslo
- Nepříznivé číslo
- Součet pěti (37 + 41 + 43 + 47 + 53) nebo devíti (11 + 13 + 17 + 19 + 23 + 29 + 31 + 37 + 41) po sobě jdoucích prvočísel

## Chemie
- 221 je nukleonové číslo třetího nejstabilnějšího izotopu radonu[1]

## Astronomie
- (221) Eos je planetka hlavního pásu, kterou objevil v roce 1882 Johann Palisa

## Doprava
- Silnice II/221 je česká silnice II. třídy vedoucí na trase Svojetín–Blšany–Podbořany–Podbořanský Rohozec přerušení II/222–Velichov–Ostrov–Hroznětín–Pernink–Německo[2][3][4]

## Ostatní
- +221 je mezinárodní telefonní předvolba Senegalu
- Pokud rozdáme 2 karty z jednoho balíčku 52 karet, pravděpodobnost, že to budou 2 esa je 1/221

## Roky
- 221
- 221 př. n. l.